# Fort de Beauregard (Besançon)
Vous lisez un « bon article » labellisé en 2011.
Pour les articles homonymes, voir Beauregard.
Ne doit pas être confondu avec Fort de Beauregard (Fénay).
Le fort de Beauregard  (ou fort Beauregard) est une fortification située à Besançon construite de 1791 à 1870. Érigé au sommet d'une butte secondaire du mont de Brégille connue sous les noms de Mandelier, puis Beauregard, l’emplacement avait une importance stratégique, notamment à partir du siège de Besançon, en 1674, qui opposa le royaume de France aux Provinces-Unies et à la monarchie catholique espagnole. Un ouvrage fut construit à la fin du XVIIIe siècle, mais il fallut attendre 1814 et les événements de la Campagne de France pour que les stratèges militaires, le général Marulaz en tête, prennent réellement en main l'édification d'un véritable fort. Dès sa construction, le bâtiment avait la particularité d'intégrer un système polygonal, ce qui faisait de lui le premier, ou l'un des premiers, de ce type en France. Sa principale mission était l'appui du fort de Bregille, alors magasin central de la ville, et la défense des lignes orientales du centre historique de Besançon.
Après de nombreuses modifications, le fort de Beauregard est définitivement achevé en 1870, alors qu'éclate la guerre franco-prussienne. Mais la capitale comtoise ne fait l'objet que d'un blocus ; ensuite l'ouvrage ne sert pas non plus lors de la Première et de la Seconde Guerre mondiale. À l'image de nombreux autres forts de la ville, Beauregard, désormais obsolète, est peu à peu  abandonné. C'est ainsi que de nombreux éléments architecturaux sont dégradés, par l'usure du temps. Dans les années 2010, la ville de Besançon, devenue propriétaire du site, a réhabilité le site du fort en y aménageant un square, offrant un panorama sur la vieille ville et un lieu de convivialité aux Bregillots et aux Bisontins.

## Contexte historique et militaire

### Beauregard au centre d'une place forte

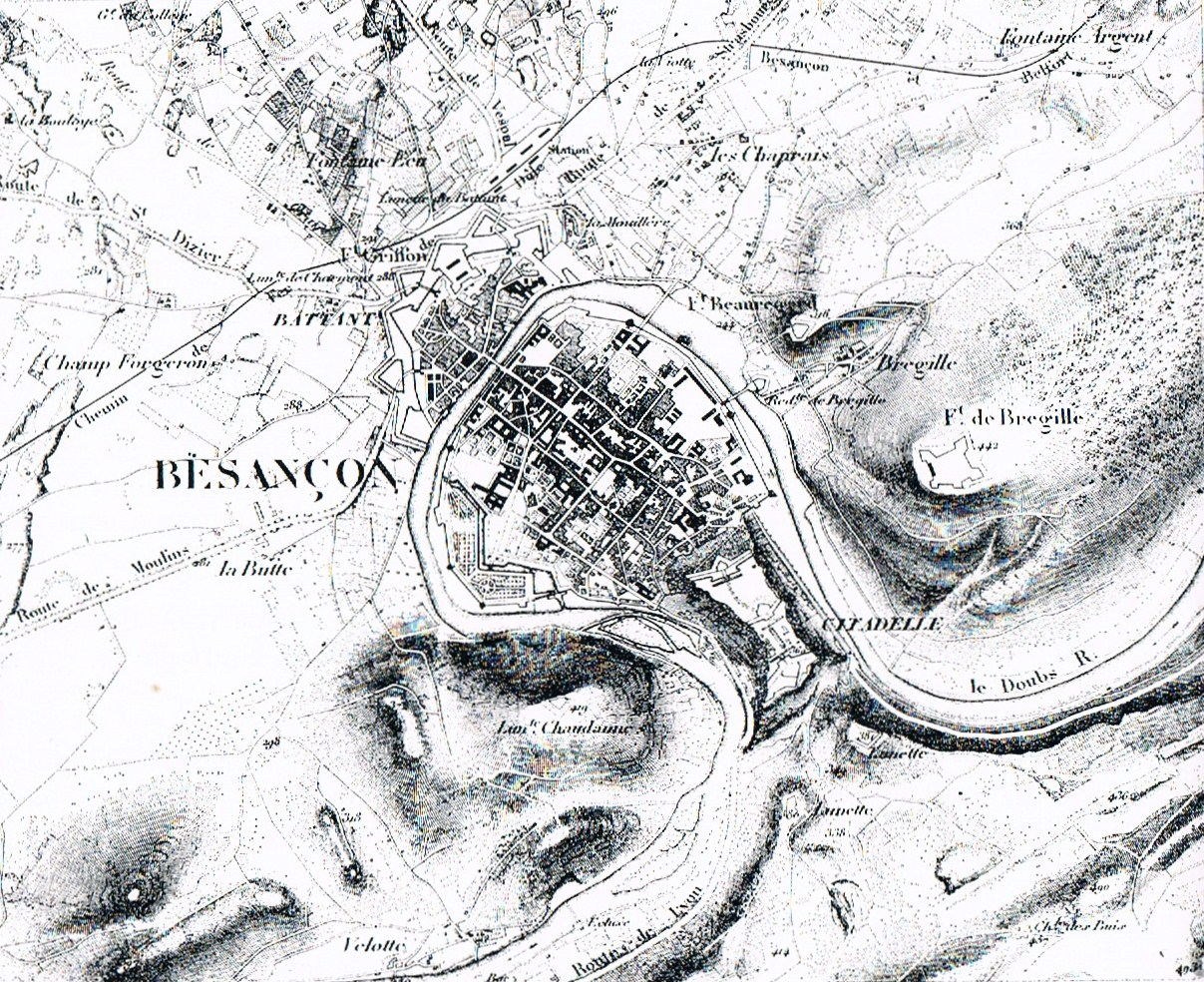
Plan de la place forte de Besançon datant du XIX.

À partir de la fin du XIXe siècle, le gouvernement français réorganisa les fortifications du Territoire afin de pouvoir répondre efficacement à une éventuelle nouvelle guerre avec l'Allemagne, le revanchisme apparaissant à cette époque,. Le système défensif de Besançon n'avait quasiment pas évolué depuis que Vauban avait doté la ville de son imposante citadelle, ainsi que de tours et d'une enceinte, alors que le besoin d'un véritable réseau de forts semblait de plus en plus indispensable,. En effet, après la guerre franco-allemande de 1870, nombre d'ingénieurs ont fait remarquer que la capitale comtoise était vulnérable à cause de sites comme le mont de Brégille ou la colline de Chaudanne, qui n'étaient pas pourvus efficacement d'infrastructures défensives.
Ces points stratégiques furent le théâtre de combats au cours de l'histoire, et particulièrement lors du conflit franco-prussien où l'armée française fut obligée de bâtir des redoutes et des batteries dans l'urgence. Après cette guerre, le général Raymond Adolphe Séré de Rivières organisa les réseaux de fortifications de l'Est avec son célèbre système Séré de Rivières qui consistait en un dispositif de rideaux défensifs composés d'une chaîne de forts isolés contrôlant les points de passage obligés, et qui se terminait à chaque extrémité par des places fortes bloquant les trouées par lesquelles l'ennemi pourrait s'engager.
C'est ainsi que pas moins de 25 ouvrages furent construits dans un périmètre de 50 km autour de la ville de Besançon, dont le fort (de) Beauregard.

### Bregille, un site stratégique

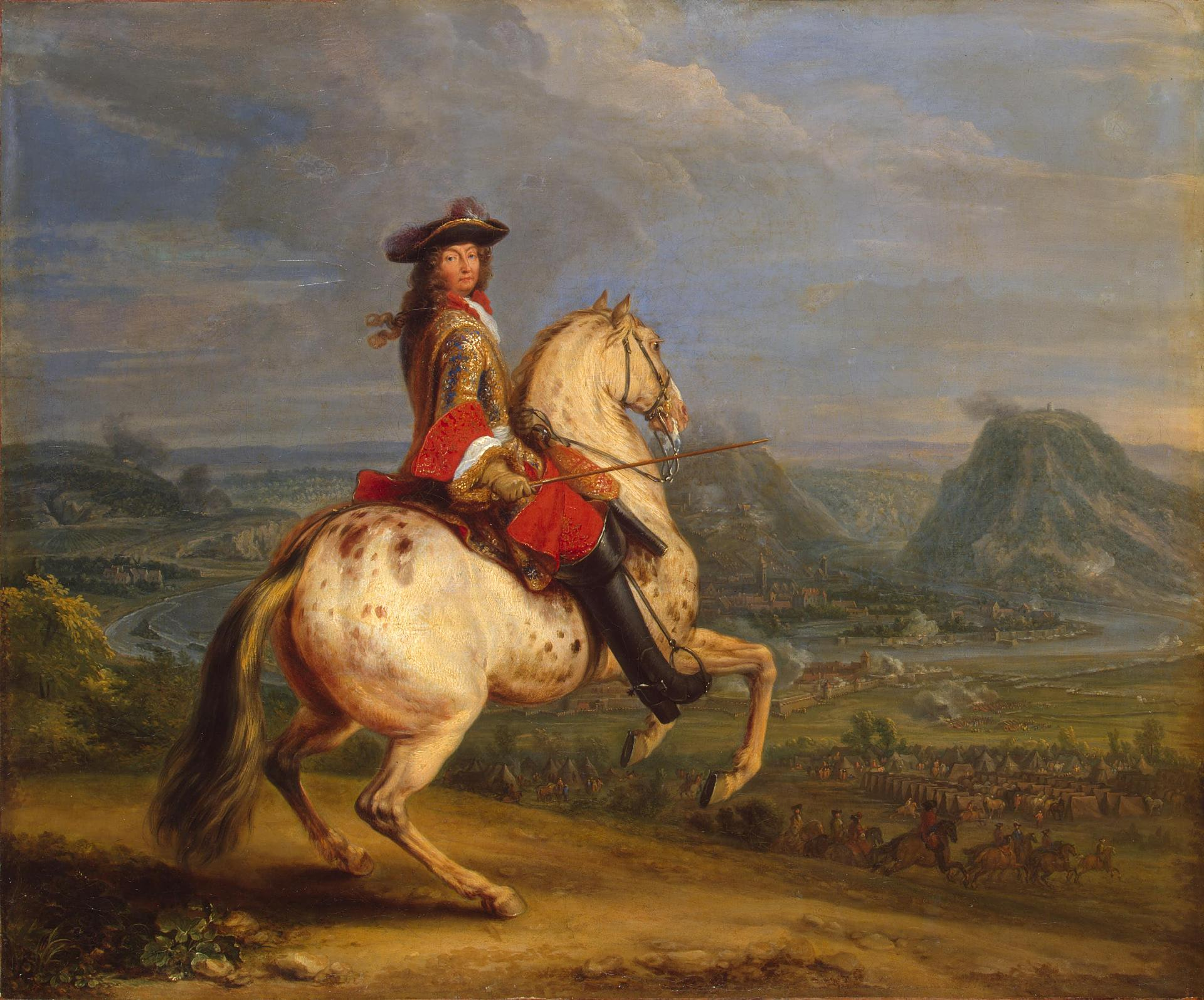
Louis XIV au siège de Besançon en 1674. À gauche est située la colline de Bregille, au centre la citadelle de Vauban et à droite la colline de Chaudanne.

Le site de la colline de Bregille occupe dès le début de l'époque moderne une place militaire stratégique car cette hauteur dépasse largement la colline Saint-Étienne et donc la citadelle de Besançon, qui est la principale place forte de la ville. Si cette colline était occupée par l'ennemi, elle pouvait donc constituer un véritable danger pour Besançon, à cause notamment des boulets de canons pouvant sévir sur la capitale comtoise et sa citadelle. Ce fut le cas en 1674 lorsque la Franche-Comté, alors sous domination espagnole, est reconquise par Louis XIV,. Les troupes françaises investissent le 25 avril 1674 la colline de Bregille où ils installent une batterie ainsi que la colline de Chaudanne, et ils bombardent la ville à partir du 10 mai de plus de 20 000 boulets. À la fin des opérations, deux autres batteries sont déployées à Bregille : une sur le sommet, et une aux Ragots, dans le but de faire céder plus rapidement la citadelle. Besançon se rend finalement le 14 mai 1674, soit à peine quatre jours après le début des hostilités, et devient alors capitale de Province.

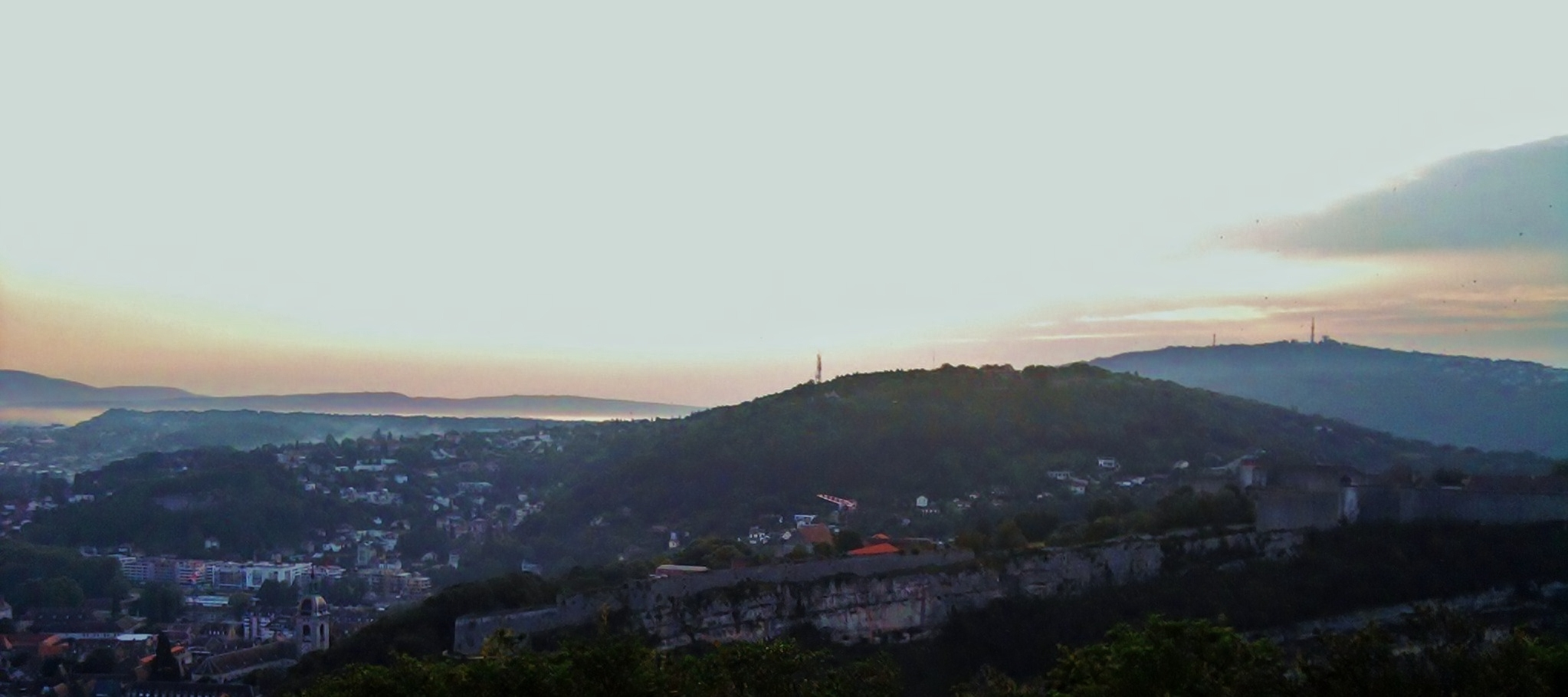
Le mont de Brégille à l'aube. La butte de Beauregard est facilement visible sur la gauche, séparée du reste de Bregille par une petite vallée aujourd'hui occupée par de nombreuses habitations.

La même situation se produit en 1814 lors de la campagne de France opposant les troupes napoléoniennes aux alliés de la Sixième Coalition. Le 1er janvier 1814, la défense de Besançon est confiée au général Marulaz qui doit défendre la ville contre les Autrichiens à Bregille et aux Chaprais et contre les troupes liechtensteinoises à Planoise. Le général ordonne la destruction de tous les bâtiments et arbres fruitiers dans un rayon de 700 mètres autour de la vieille ville, afin d'empêcher que les ennemis s'y tiennent en embuscade. Bien que cela ralentisse la progression des troupes ennemies, les Autrichiens établissent tout de même leur artillerie sur la colline de Bregille le 31 janvier 1814, apparemment dans un petit ouvrage construit à la fin du XVIIIe siècle à la place actuelle du fort, et menacent de faire feu sur la citadelle.
Bien que les canons de la citadelle fassent feu sur la batterie ennemie, provoquant des dégâts considérables, la situation reste bloquée jusqu'au 2 mai 1814, alors que Napoléon abdique le 6 avril de cette même année.
En 1791, des plans révèlent qu'il existe effectivement un ouvrage en terre à la place même de l'actuel fort, bien qu'il ait été très vite pris par l'ennemi lors du siège de 1814. Depuis la fin de ce conflit, la construction d'un véritable édifice militaire pouvant défendre le site est programmée ; d'ailleurs Marulaz rédigea le rapport suivant : « J'avais reconnu combien il était avantageux, pour la défense de la place, d'occuper les hauteurs de Bregille et de Beauregard. J'avais ordonné de construire un retranchement sur la première et d'achever la lunette commencée sur la seconde ; mais après avoir travaillé quelque temps sur le premier point, je fis cesser le travail... »

## Histoire du fort et de sa place

### Le promontoire des Mandeliers

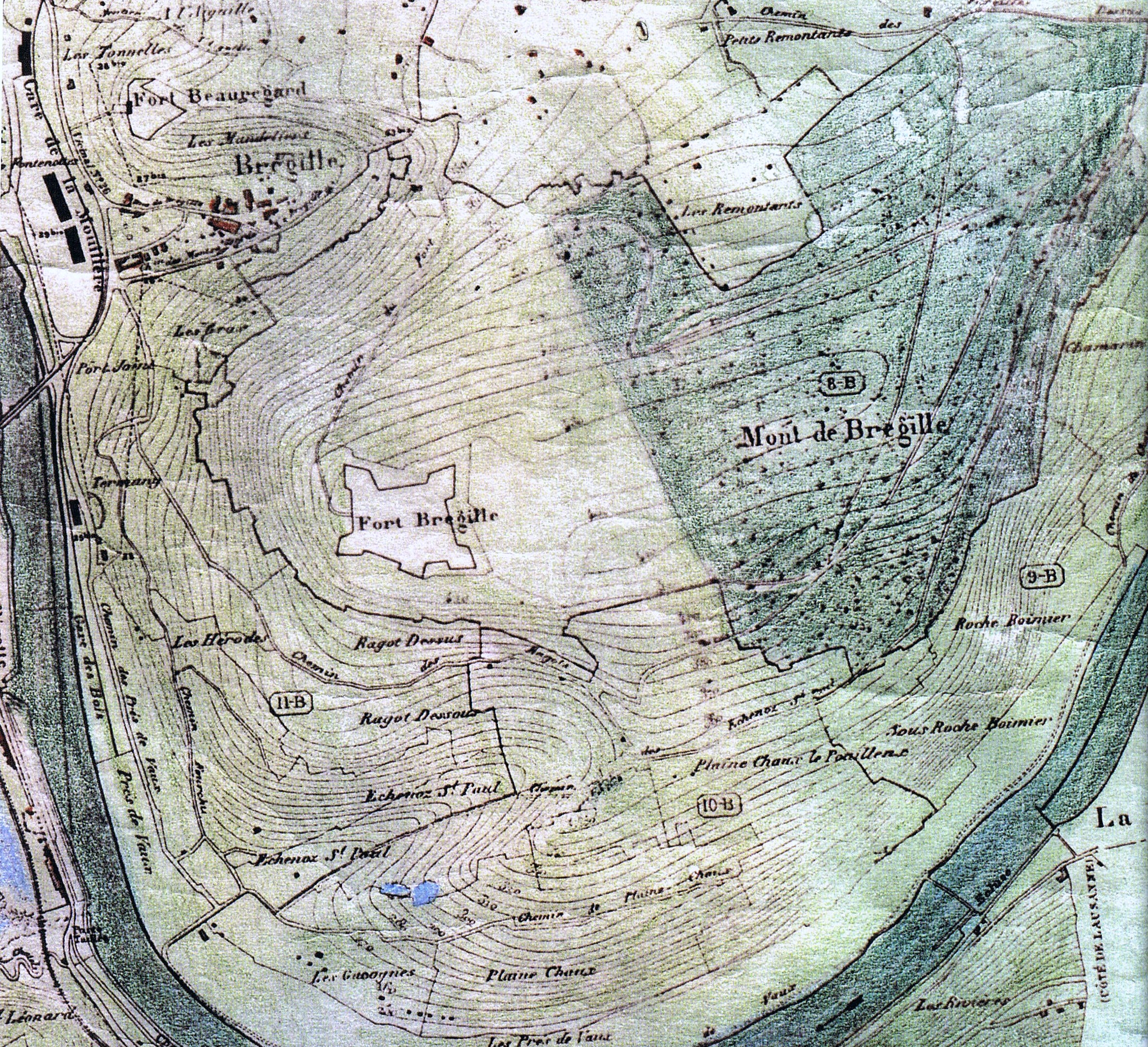
Plan topographique de Bregille : en haut à gauche, Beauregard.

La butte des Mandeliers, haute de 314 mètres d'altitude, s'est formée grâce aux pluies acides du Pliocène, donnant naissance à des fractures rocheuses formant des réseaux d'eau. La Douin et Le Moine, qui sont deux sources bregillotes, sont d'ailleurs toutes deux originaires de cette époque. Le trop-plein d'eau généré par la Douin formera une petite rivière qui creusera une vallée à l'amont de laquelle s'établira Bregille-Village, et créant cette petite butte au sein du mont de Brégille. Mandelier doit son nom au Vandale Alaman Chrocus qui aurait en l'an 400 campé sur le relief avec ses pillards, et qui depuis fut désignée par Mons Vandalarum puis mont Mandelier. C'est aussi depuis ce lieu que le roi Louis XIV assista en 1674 à la reprise de Besançon (voir la section à ce sujet).
Cette hauteur proche du centre historique de Besançon est alors un point stratégique évident, car, flanquée d'une fortification, elle peut offrir une défense efficace à proximité des infrastructures importantes de la ville, tout en étant quasi-invulnérable depuis celle-ci. Seule la prise à revers depuis Bregille aurait pu être fatale à l'ouvrage, mais grâce à la construction d'un édifice militaire grandiose pour la capitale comtoise, le fort de Bregille, la place des Mandeliers serait alors un point d'appui important en plus d'être une protection appréciable pour la cité.

### De la construction aux années 1870

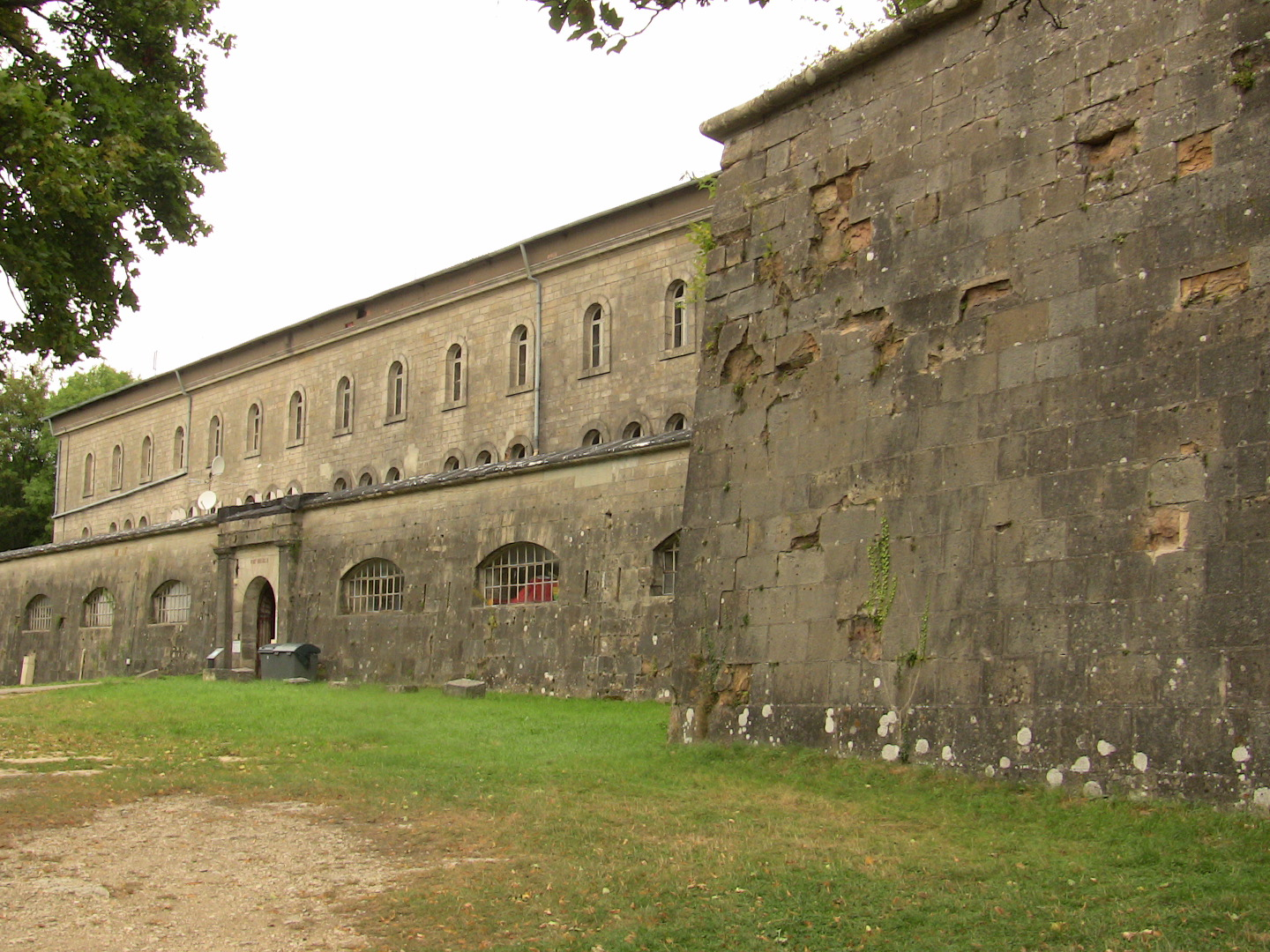
La défense du Fort de Bregille, premier objectif de Beauregard. De ce fait, on lui attribue parfois le rôle de contre-fort.

Le site de Beauregard occupe donc une importance militaire non négligeable. Les stratèges de l'époque lui confèrent deux principaux objectifs définis par flanquement latéral et par tir à revers : couvrir et appuyer le fort de Bregille, et protéger la ligne est et les remparts du centre entre la tour de Bregille et la tour Saint-Pierre, ainsi que le front est de la tête du pont Battant. Mais à cause de sa subordination à Bregille, Beauregard n'aurait pas dû bénéficier si tôt d'une fortification permanente, alors même que d'autres places primordiales comme Planoise, Montfaucon ou les Montboucons attendront les années 1870 pour en être pourvues. Le général Marulaz dit : « Il était évident qu'on ne pouvait donner à ce poste, qui ne tirait ses moyens de défenses que de ses propres armes, le degré de sûreté qui lui aurait convenu. »
Une lunette d'arçon devait être construite dès 1791 à la place actuelle du fort,. C'est cette date qui est retenue pour la construction de l'édifice, bien que celui-ci n'était toujours pas terminé en 1814 et fut pris par les Autrichiens, puis par les grognards et les Marie-Louise de Marulaz,. Le général Marulaz note : « je fis aussi discontinuer l'achèvement projeté à Beauregard. Ce n'étais plus qu'un poste de surveillance, étant soumis de trop près à la hauteur de Bregille. » Du fait d'un espace de petites dimensions l'édifice devait respecter un tracé polygonal, ce qui pourrait être une première dans l'histoire de la fortification française (voir la section à ce sujet).
Les travaux reprirent durant la Restauration et furent achevés en 1831, alors que les projets de 1817 à 1834 étaient à la base élaborés pour l'amélioration du fort. Puis, en 1841, de nouveaux terrains adjacents sont acquis, ce qui permet de construire le fort tel qu'il est actuellement, de 1845 à 1870.

### Des années 1870 à nos jours

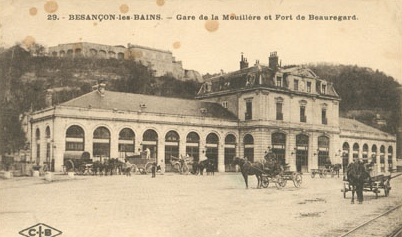
La gare de la Mouillère avec en fond le fort, probablement au début du XXe siècle.

L'édifice ne sert pas pendant la guerre franco-prussienne de 1870 ni durant la Première Guerre mondiale, du fait que la ville de Besançon n'a pas été impliquée lors de ces conflits. Aucune trace dans les archives ne permet de dire si l'ouvrage a été utilisé lors de la Seconde Guerre mondiale, alors même que le fort de Bregille accueillit des batteries anti-aériennes. On sait seulement que le site fut frappé par un bombardement le 16 juillet 1943 lorsque le funiculaire de Bregille fut touché par des engins explosifs largués par un avion anglais ; l'évitement central est touché, laissant les deux gares et les voitures intactes, mais l'exploitation est interrompue et ne reprendra qu'en janvier 1945.

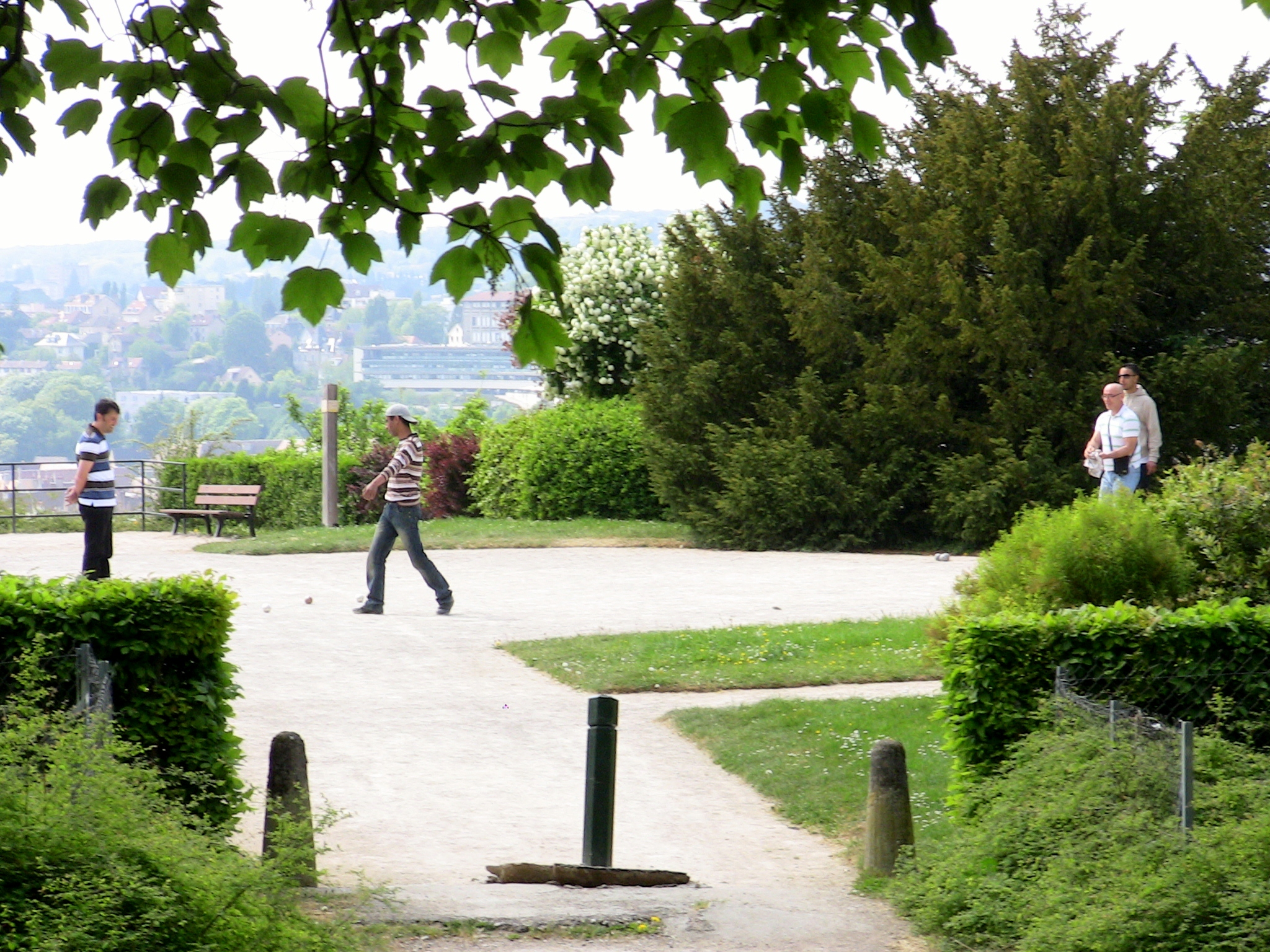
Bisontins jouant à la pétanque au square.

Comme de nombreux autres édifices bisontins de ce type, le fort de Beauregard est abandonné à une date inconnue. Avant que la ville de Besançon ne se l'approprie, l'ouvrage a été fortement détérioré par le temps et de nombreux éléments architecturaux ont disparu. L'ancienne fortification a été réhabilitée et est devenue un square offrant une belle vue sur le quartier de La Boucle et plus particulièrement le secteur de Saint-Jean. De nombreux bregillots et Bisontins s'y promène et admirent la vue, et le lieu est depuis de nombreuses années réputé pour accueillir les joueurs de pétanque de la ville.
L'édifice ne fait l'objet d'aucun classement, contrairement au fort de Chaudanne, à la citadelle de Vauban et au Fort Griffon qui sont classés ou inscrits aux monuments historiques et au patrimoine de l'UNESCO pour les deux derniers. Cependant, la colline de Bregille ainsi que toutes les autres collines de Besançon, sauf celle de Planoise, font partie du site inscrit « centre ancien de Besançon et ses abords ».

### Un projet de reconversion
Le fort (de) Beauregard fut l'objet d'une étude architecturale, dans le cadre d'un partenariat entre l’École nationale supérieure d'architecture de Paris-Belleville, le réseau des sites majeurs de Vauban et la Ville de Besançon. Les professeurs Philippe Prost et Jean-Marc Weil ont coordonné un projet visant à la réutilisation du fort, que 27 étudiants en Master 2, français et étrangers, devaient réaliser en respectant un cahier des charges précis
. Le but était de réussir à créer un bâtiment contemporain tout en intégrant l'ancienne fortification, et en s'insérant dans le paysage historique de la ville. La réalisation s'articulait autour du passé thermal de la ville, alors appelée Besançon-les-Bains : établir un centre de bain, un pôle santé ainsi qu'un hôtel de 30 chambres environ. Les projets ont été exposés au musée du Temps du 16 septembre au 31 octobre 2010.

## Architecture

### Architecture générale

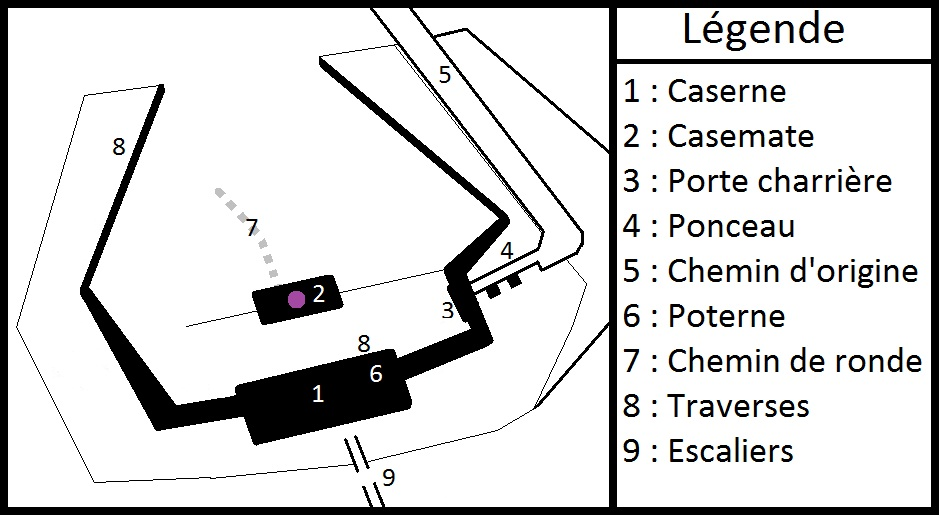
Plan de l'édifice.

L'édifice comporte un plan polygonal (voir la section à ce sujet), et avait à l'origine une traverse centrale qui était entourée d'un mur d'escarpe à créneau de pied, ainsi qu'un fossé en une contrescarpe en terre. De plus, un chemin de ronde protégé grâce à un parapet à meurtrières verticales venait achever ce mur d'escarpe. La caserne, établie sur deux étages, donne directement sur la ville et permettait de fermer l'ouvrage tout en surplombant la rivière du Doubs. La partie basse de cet ouvrage est percée de meurtrières et l'étage aux fenêtres hautes et rectangulaires s'ouvre grâce à une porte qui donne sur la cour intérieure. Le toit, construit en terrasse, est protégé par un mur en parapet à créneaux.
La porte de l'édifice est quant à elle dominée par une bretèche en saillie de style médiéval, et une poterne permet de rejoindre le niveau naturel grâce à une volée d'escaliers courbes, adjacents à un autre escalier droit permettant de descendre jusqu'au Doubs. Le bâtiment est accessible par une porte charretière qui comporte l'inscription fort Beauregard — 1848 à l'extérieur, située dans le mur sud après avoir franchi le fossé. On pouvait traverser ce dernier grâce à un ponceau d'où l'on peut voir deux anciennes piles, aujourd'hui réaménagé en petite passerelle. Le fossé dans sa face, ainsi que la cour intérieure jusqu'au niveau supérieur des parapets, ont été comblés afin de réaliser un jardin.
À la suite de cette réhabilitation, plusieurs éléments architecturaux ont disparu : le chemin de ronde évoqué précédemment, ainsi que les traverses et les banquettes d'infanterie,. La partie arrière du fort constituée des fossés latéraux, la contrescarpe, de la porte, de la cour, d'une casemate qui sert maintenant de surélévation d'où est visible le panorama, du casernement, ainsi que du mur d'escarpe, sont jugés dans un bon état par les spécialistes Marco Frijns, Luc Malchair, Jean-Jacques Moulins et Jean Puelinckx. l'extérieur du fort (de) Beauregard est visitable librement.

### Le système polygonal

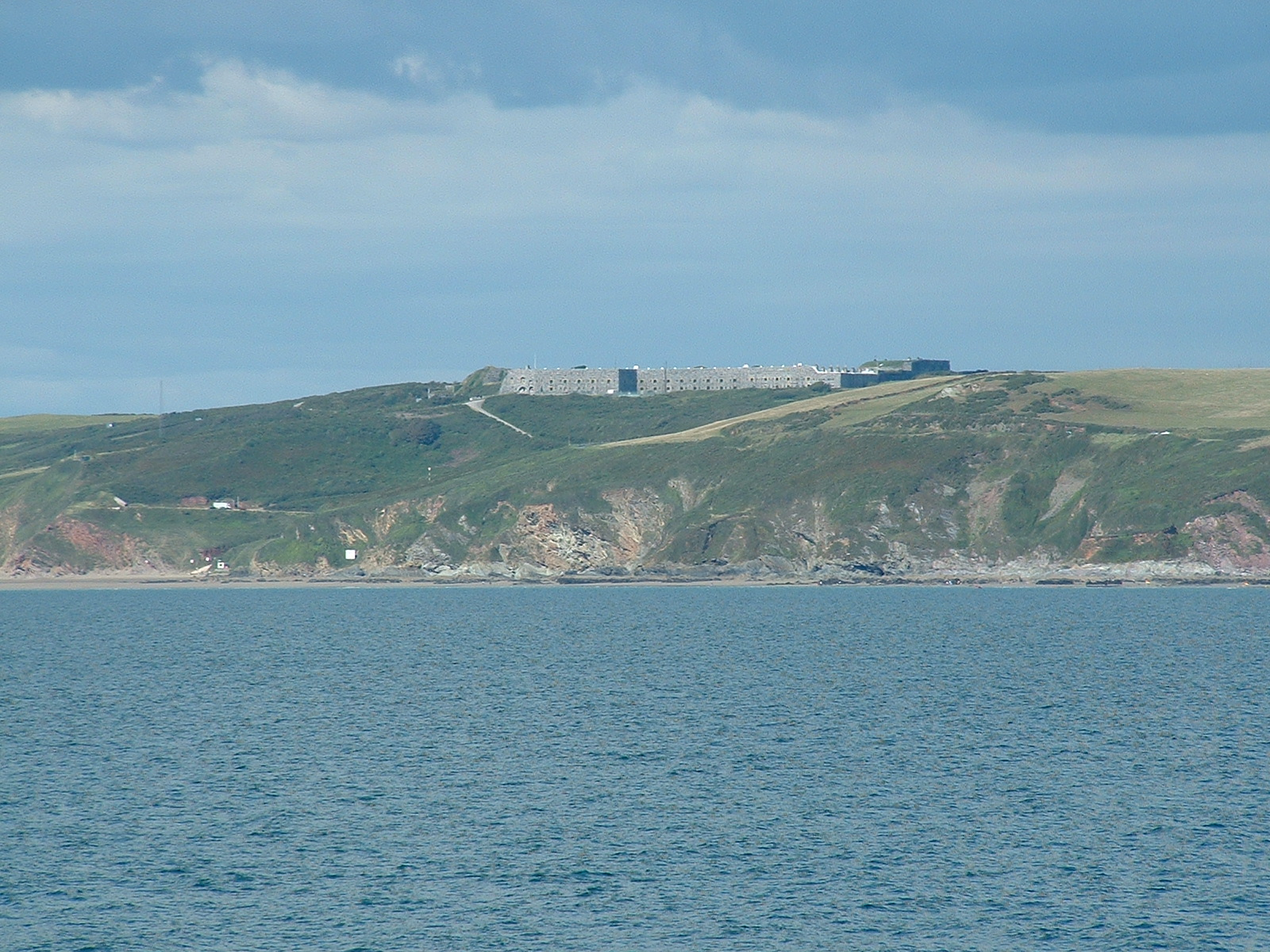
Le fort Tregantle.

Dans le cas de Beauregard, le système polygonal fut utilisé afin de répondre à un manque d'espace.
Ce procédé comporte des côtés extérieurs pouvant être réduits ou augmentés à volonté, alors qu'à l'inverse, le tracé bastionné nécessite des fronts dont les mesures comprennent obligatoirement un minima et un maxima ne pouvant être transgressés ; c'est ainsi que la place de Beauregard devait se doter inéluctablement d'un bâtiment de type polygonal car elle ne pouvait pas accueillir un fort « traditionnel ». Mais à cause du fait que la caponnière n'était pas utilisée en France à l'époque, les ingénieurs de l'ouvrage rencontrèrent des problèmes de flanquement. Afin d'y faire face, ils mirent au point une escarpe demi-détachée comprenant des meurtrières verticales, ainsi que le créneau à pied. Ce dernier se composait d'une grille métallique robuste positionnée au bas du talus, côté escarpe, afin de créer un obstacle contre l'ennemi.
D'autres forts utilisent ce système, comme les forts Delimara et Madliena à Marsaxlokk (Malte), le fort Tregantle à Plymouth (Angleterre), ou encore le fort de Villeneuve-Saint-Georges dans le Val-de-Marne, soit pour obtenir une organisation défensive plus efficace contre l'artillerie ennemie, soit comme Beauregard à cause de la topographie. Le fort de Beauregard est l'un des premiers, sinon le premier, à être établi sur un plan de ce type.